# Ballinghaus

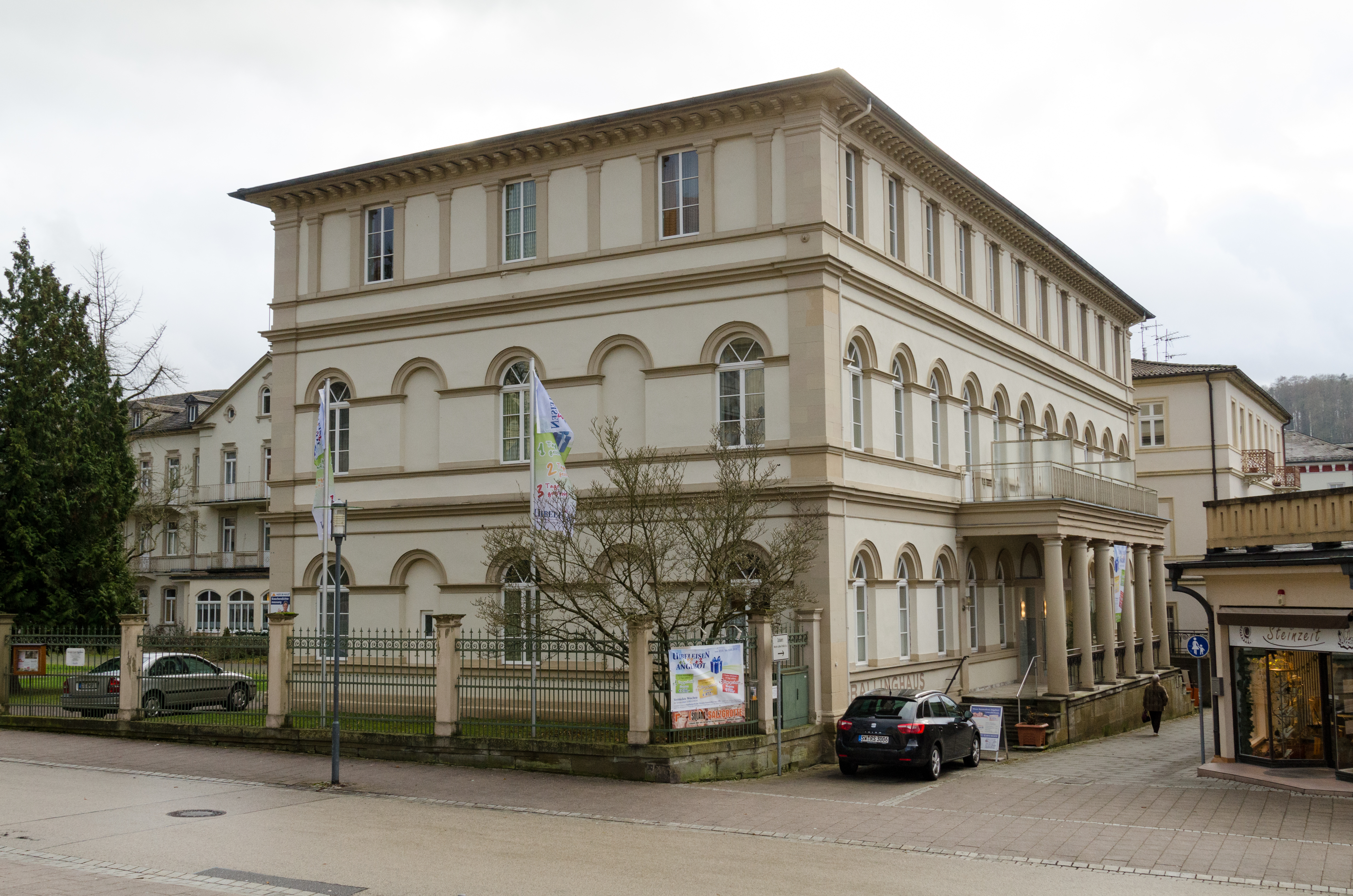
Ballinghaus in Bad Kissingen

Das Ballinghaus in der Martin-Luther-Straße in Bad Kissingen, der Großen Kreisstadt des unterfränkischen Landkreises Bad Kissingen, in der Martin-Luther-Straße 3, gehört zu den Bad Kissinger Baudenkmälern und ist unter der Nummer D-6-72-114-65 in der Bayerischen Denkmalliste registriert.

## Geschichte
Das dreigeschossige Anwesen entstand um 1840 als Kurhotel Ballinghaus,  geleitet vom Kissinger Badearzt Franz Anton von Balling. Architekt des Gebäudes im klassizistischen Stil mit flachem Walmdach war, durch den Bauherrn Balling verbürgt, Johann Gottfried Gutensohn.
Möglicherweise erbaute Gutensohn auch das ähnlich gestaltete Westendhaus in der Bismarckstraße 24. Beide Anwesen gehören zusammen mit den Anwesen Kaiserhof Victoria (Am Kurgarten 5/7), Haus Collard (Am Kurgarten 6) und Haus Boxberger (Untere Marktstraße 12) zu den markanten Biedermeier-Bauten des Ortes.
Ebenfalls um 1840 wurde es durch das als Dependance angelegte Nachbargebäude ergänzt.